# Waterkoeler

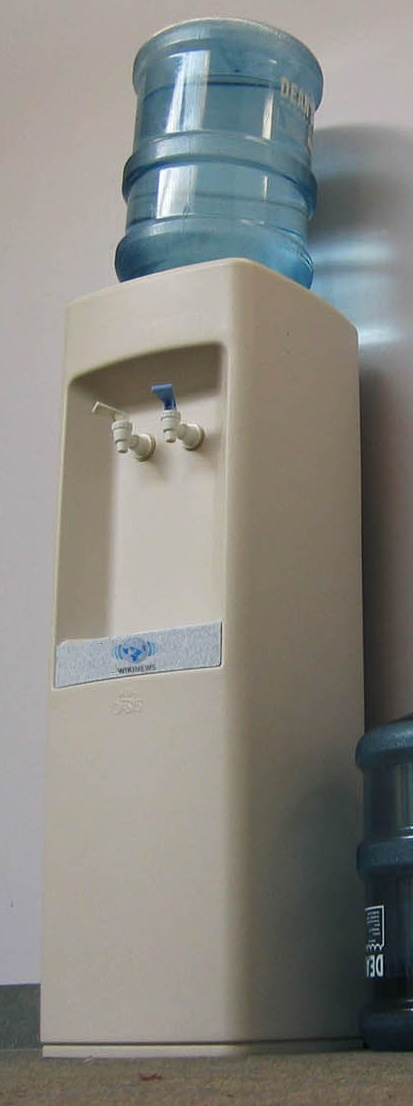

Een waterkoeler is een apparaat dat gekoeld drinkwater kan verstrekken. Sommige modellen geven ook water op kamertemperatuur, heet water of koolzuurhoudend water. Waterkoelers zijn vaak te vinden in kantoorgebouwen.

## Waterkoelers
De eerste waterkoelers die in Nederland werden geïntroduceerd waren flessenwaterkoelers. Ze kwamen begin jaren negentig uit de Verenigde Staten waar waterkoelers al jarenlang gebruikt worden. De bediening van het tapapparaat is vergelijkbaar met een kraan. Waterkoelers kunnen werken met omgekeerde osmose, filtering van leidingwater en ongefilterd leidingwater. 

## Techniek
Waterleidingkoelers kunnen beschikken over drie verschillende waterbehandelingstechnieken.
- Bij waterkoelers met omgekeerde osmose (RO) gaat leidingwater door diverse filters waarna het onder hoge druk door een membraan wordt geperst. Het voordeel is dat het leidingwater nog eens gezuiverd wordt. Het nadeel is de verspilling van drinkwater. Er is ± 8 liter nodig om ± 1 liter RO water te maken. De andere 7 liter verdwijnt in het riool.

- Bij ‘reservoir’ waterleidingkoelers wordt het leidingwater gefilterd door één of meerdere filter(s) waarna het wordt opgeslagen in een kunststof of roestvast staal reservoir.

- Bij ‘direct chill’ waterleidingkoelers gaat het leidingwater door een afgesloten leiding (spiraal) die wordt gekoeld door een ‘ijsbank’.